# Spaśke (rejon dnieprzański)
Spaśke (ukr. Спаське) – wieś na Ukrainie, w obwodzie dniepropetrowskim, w rejonie dnieprzańskim, w hromadzie Pidhorodne. W 2024 liczyła 2317 mieszkańców, wśród których 2250 wskazało jako ojczysty język ukraiński, 67 rosyjski.